# 奥茂治
奥 茂治（おく しげはる、1948年2月10日 - ）は、日本の実業家、保守活動家、南西諸島安全保障研究所 所長、元海上自衛官。息子は、チャンネル桜沖縄支局キャスターの宮平大作。

## 来歴
鹿児島県大島郡瀬戸内町生まれ。1965年、海上自衛隊に入隊、1970年に退官。1970年台当時、沖縄の施政権がアメリカ合衆国から日本国へ返還された直後、沖縄本島では自衛隊隊員が職業差別されており、退勤後ゆっくりお酒を呑める場を提供したいと、キャバレー「ハワイ」グループのオーナーである、小松崎栄の元に行き、那覇市内に「キャバレー・タヒチ」のオーナーに転身した。
退官後は、予備自衛官、沖縄県隊友会の副会長として、自衛隊員の後方支援に回って活動した。1982年12月11日、沖縄祖国復帰10周年時に自衛隊が催した祝賀パレードで、左翼活動家がこれを阻止するためパレードの隊列に暴力行為を加えた際、奥は一人で巨大な日章旗と「自衛隊賛成」のプラカードを掲げて行進を始めた。複数の活動家から暴行を受けたが、最後まで行進を続けた。この件は全国ニュースとして取り上げられた。
この他にも、1996年に尖閣諸島に本籍を最初に置いた人間とされており、2005年、自身が代表を務める「南西諸島安全保障研究所」を立ち上げ、先島諸島への陸上自衛隊与那国駐屯地の配置誘致運動やアメリカ軍が設置した琉球列島米国民政府が日本国の尖閣諸島の領有権を認めていた文章を発見したり、石垣市に対して、尖閣諸島の地名変更の陳情も提出している。
琉球大学の波平教授と提携して産学間研究として光ファイバーの研究開発を始める、主に次世代光通信を目指してＷＤＭの開発に取り組んだ、その理由として光通信に利用するファイバーやコネクターなどは軽量であり輸送コストも製品価格に対して安い更には台湾を経由すれば全世界に輸送網が存在しており沖縄の製造業にピッタリだと言う。

## 主張・活動
- 2002年11月4日、防衛庁データ流出問題にて、自衛隊のコンピューターネットに使用されるシステムが流出した問題で富士通を恐喝したとして神奈川県警に逮捕された[9][10]。しかし、その後の取り調べで奥は「私を含めて自衛隊OBが連携し、重要情報の海外流出を防いだ事が真相である」と証言し、結果嫌疑不十分で不起訴となった。その後、富士通の虚偽告訴にて不利益と警察、検察に間違った情報を出したとして、同社を相手に、謝罪広告と計4200万円の損害賠償を求める訴訟を6日、東京地裁に起こした[11]。その顛末については裁判長の和解勧告を受け双方が協議した結果、富士通は奥に恐喝された事実は無い事を認め謝罪した、奥は元々金が目的ではなかったので慰謝料の要求を取り下げた、事実については後日「卑怯なり富士通」を出版し事件の顛末が詳しく書かれている。
- 沖縄戦における集団自決の旧帝国陸軍による関与を否定している[12]。
- 隊友会の役職でもあるので、2014年東京都知事選挙にて政治資金規正法違反で、有罪判決を受けた元航空幕僚長の田母神俊雄を告訴した、頑張れ日本!全国行動委員会の幹事長で田母神の選対本部長を務めていた水島総に対し、奥が反訴として2017年5月25日付けで水島を告訴したが不受理扱いになり、検察審査会に上告している[13]。その後、水島が活動している「頑張れ日本!」に対して、翁長雄志沖縄県知事の那覇市長時代に那覇港若狭緑地に誘致、建築された龍柱の撤去の訴訟や抗議行動に対して異を唱えたり、2014年1月19日に投開票された名護市長選挙に自由民主党沖縄県連が推薦した候補の選対本部長に就任したが、頑張れ日本!主導イベントを梯子を外して妨害して、選対の仕事をせず解任される行動を起こした事がある[14]。龍柱については、「龍柱を撤去したら、首里城も撤去しないといけない」と主張していた[13]。また、チャンネル桜に開局当時から出演しているジャーナリストの大高未貴に対して取材や訴訟の協力をしている関係上、敵対している水島の会社の番組に出演しない様強く申入れをし、結果大高はチャンネル桜の番組を降板し、DHCシアターの制作番組に出演し、後述の奥の活動を扱っている。
- 2017年3月、朝鮮半島で女性を強制連行したと偽証した、吉田清治が1983年12月に著書の印税で、忠清南道天安市の国立墓地内「望郷の丘（朝鮮語版）」に建立された謝罪碑の文面を、奥が吉田の長男から依頼され、深夜に国立墓地に侵入し、元の碑文の上に横幅120センチ、縦80センチを3分割した「慰霊碑　吉田雄兎[注 1] 日本国 福岡」と韓国語で記した別の碑を張り付け[2]、管理事務所に置き手紙を残して帰国した。翌月、韓国の天安西北警察の刑事から電話連絡があり、出頭を求められ、6月24日、午後3時47分に仁川国際空港到着後、空港内で身柄を拘束される。 その後、警察、検察の取り調べを受けたが、処分が決定せず80日前後出国禁止処分が解かれず軟禁状態であったが、9月14日に公用物損傷と建造物侵入の罪で在宅起訴[15][16]。
公判では、奥が最終意見陳述で「日本で碑は、吉田氏個人のものと認識されている。そうでなければ、長男も依頼しなかったし、私も実行しなかった」と犯意を否認。検察が懲役1年を求刑し。即日結審[注 2][17][18]。2018年1月11日、大田地裁天安支部は「故意があり、犯行を緻密に計画した」として、懲役6ヶ月、執行猶予2年が言い渡された[19]。奥は、同年1月16日に検察側や弁護人と裁判官のやり取りの大半に加え、論告求刑や最終弁論も通訳が日本語通訳から翻訳されなかった等の対応をされ[20]、高裁に控訴をしたが[21]、周辺の勧めを受けて、同年1月24日刑事裁判では控訴を取下げた。出国禁止措置で、220日程日本に帰国出来ずに居たが、同年2月2日、仁川国際空港経由で那覇市に帰国した[22][23]。

## 出演番組

### テレビ
- ニュース女子（DHCテレビ） - 2017年1月6日、2018年1月22日※Skype出演

### Web動画配信
- 沖縄の声（日本文化チャンネル桜）